# Laajavuori
Laajavuori – kompleks skoczni narciarskich w Jyvaskyli w Finlandii. 
Skocznie zostały nazwane na cześć Mattiego Nykänena. Największym z obiektów jest Matti Nykäsen Mäki punkcie konstrukcyjnym K-100. Obok niego znajdują się mniejsze skocznie o punktach konstrukcyjnych K-64 (Matti Pullin Mäki), K-50, K-30, K-20 oraz K-9.
Ma znaczenie głównie krajowe. Rekordzistą skoczni jest Kimmo Yliriesto, który w 2007 roku pobił o metr rekord Jani Soininena sprzed 7 lat. W 2008 i 2011 roku skoki dłuższe niż rekord skoczni oddawali Kalle Keituri i Janne Ryynänen, ale obaj nie ustali swoich skoków na odległości odpowiednio 112 i 115 metrów. W 2013 roku na skoczni zostały rozegrane mistrzostwa kraju. W kategorii seniorów zwycięzcą został Anssi Koivuranta.